# 35 км железнодорожного пути
35 км железнодоро́жного пути́ — населённый пункт (тип: железнодорожный разъезд) в Сенгилеевском районе Ульяновской области, входит в состав Красногуляевского городского поселения.

## География
Железнодорожный разъезд находится на расстоянии 25 км к северо-западу от города Сенгилей, административного центра района.

### Часовой пояс
Железнодорожный разъезд 35 км железнодорожного пути, как и вся Ульяновская область, находится в часовой зоне МСК+1. Смещение применяемого времени относительно UTC составляет +4:00.

## История
Населённый пункт образован при строительстве железной дороги. В селении жили семьи тех, кто обслуживал инфраструктуру разъезда.

## Население
| 2010 |
| ---- |
| 2    |

## Улицы
В населённом пункте имеется одна улица — Елизарова.

## Инфраструктура
Путевое хозяйство грузо-маневрового узла Куйбышевской железной дороги.